# Fuhrmannhaus
Das Fuhrmannhaus ist das älteste noch erhaltene Haus im Westen von Wien. Es befindet sich an der Linzer Straße 404 im 14. Wiener Gemeindebezirk, Penzing. Das Haus steht unter Denkmalschutz (Listeneintrag).

## Geschichte

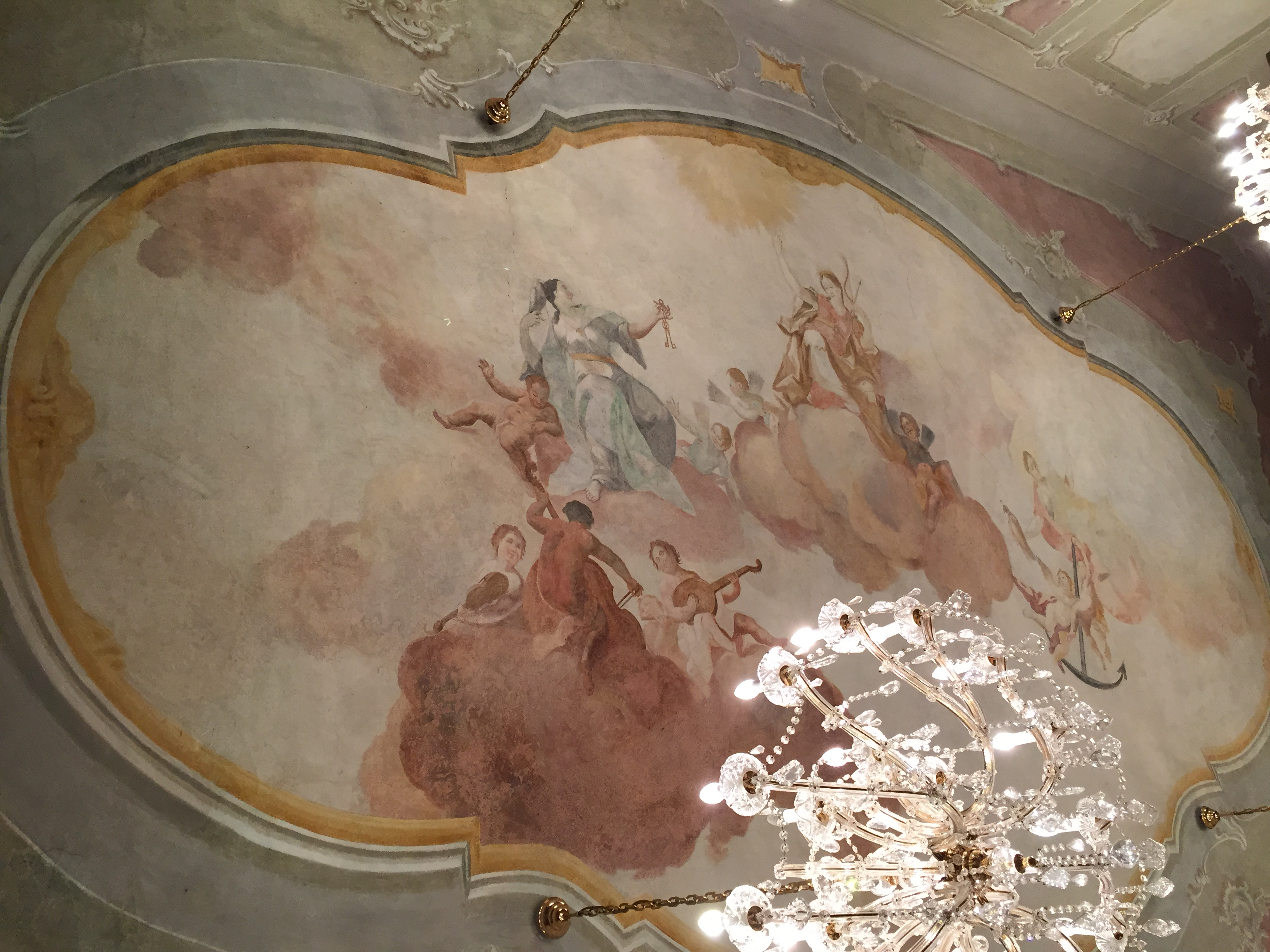
Deckenfresko im Freskensaal

Die Baugeschichte des Fuhrmannhauses kann bis ins 17. Jahrhundert durch ein Stiegengeländer aus dem Jahr 1687 belegt werden. Dieses Geländer ist Teil des Wiederaufbaus nach der Zweiten Wiener Türkenbelagerung 1683. Am Standort des Hauses gibt es jedoch auch Hinweise auf einen römischen Wachturm sowie eine mittelalterliche Besiedlung, wobei die heutige Linzer Straße (einst Poststraße) seit dem 12. Jahrhundert als wichtige Verkehrsverbindung nach Linz gilt. Ferner stammt ein vergittertes Fensterchen im Innenhof des Fuhrmannhauses aus der Zeit vor 1500. Im Gebäude befindet sich ein kunsthistorisch bemerkenswerter kleiner Saal mit Fresken aus dem späten 17. Jahrhundert. Dieser Saal wird heutzutage für kulturelle Veranstaltungen wie klassische Konzerte und Lesungen genützt. Weiters ist im Fuhrmannhaus eine traditionelle Wiener Weinschenke untergebracht. Im Innenhof werden Kunsthandwerksausstellungen, Bauern-, Oster- und Weihnachtsmärkte abgehalten.
Im Lauf seiner über dreihundertjährigen Geschichte wechselte das Fuhrmannhaus mehrfach seinen Besitzer. Um 1680 wurde es von den Barnabiten erworben und über hundert Jahre sowohl als Wirtschaftshof als auch Sommerquartier für Klosterangehörige genutzt. 1840 kaufte Franz Xaver Fuhrmann das Anwesen und betrieb darin über mehrere Jahrzehnte ein Fuhrwerksunternehmen. Seitdem blieb es in Besitz der Erben der Familie Fuhrmann und erhielt so seine heutige Bezeichnung.

Bildergalerie
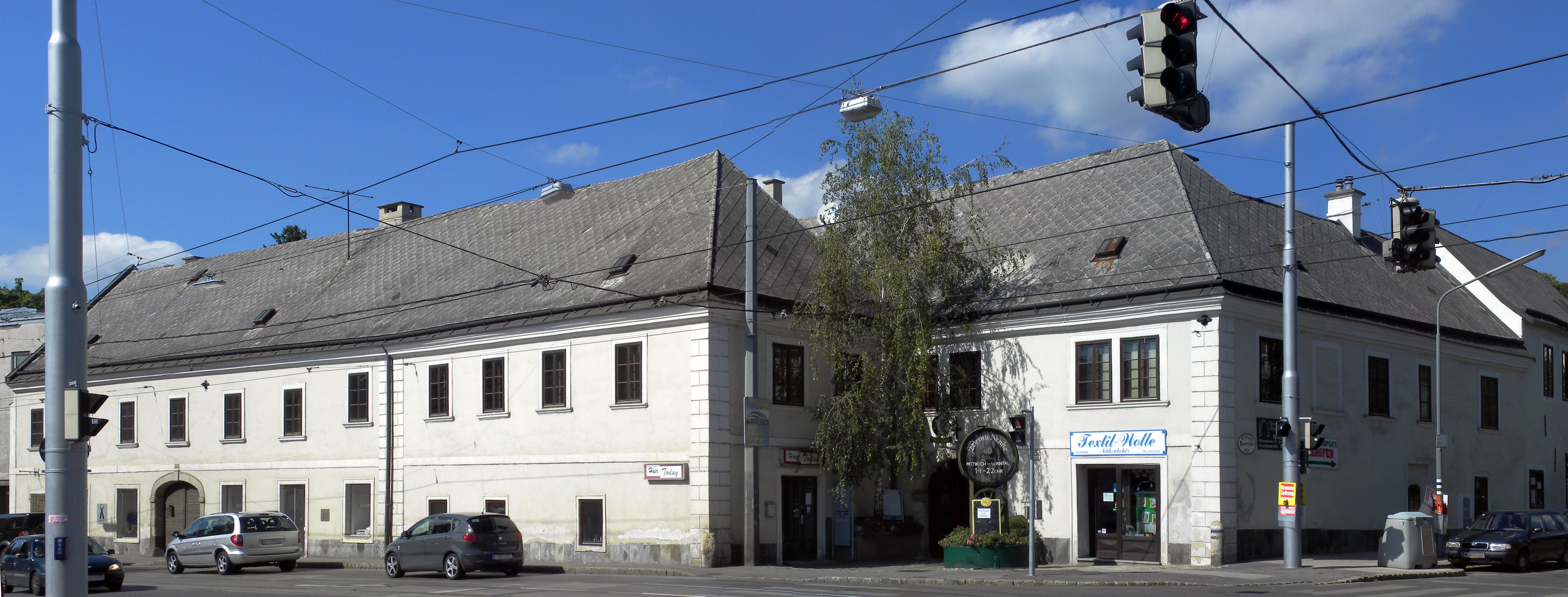
Fuhrmannhaus, Frontansicht
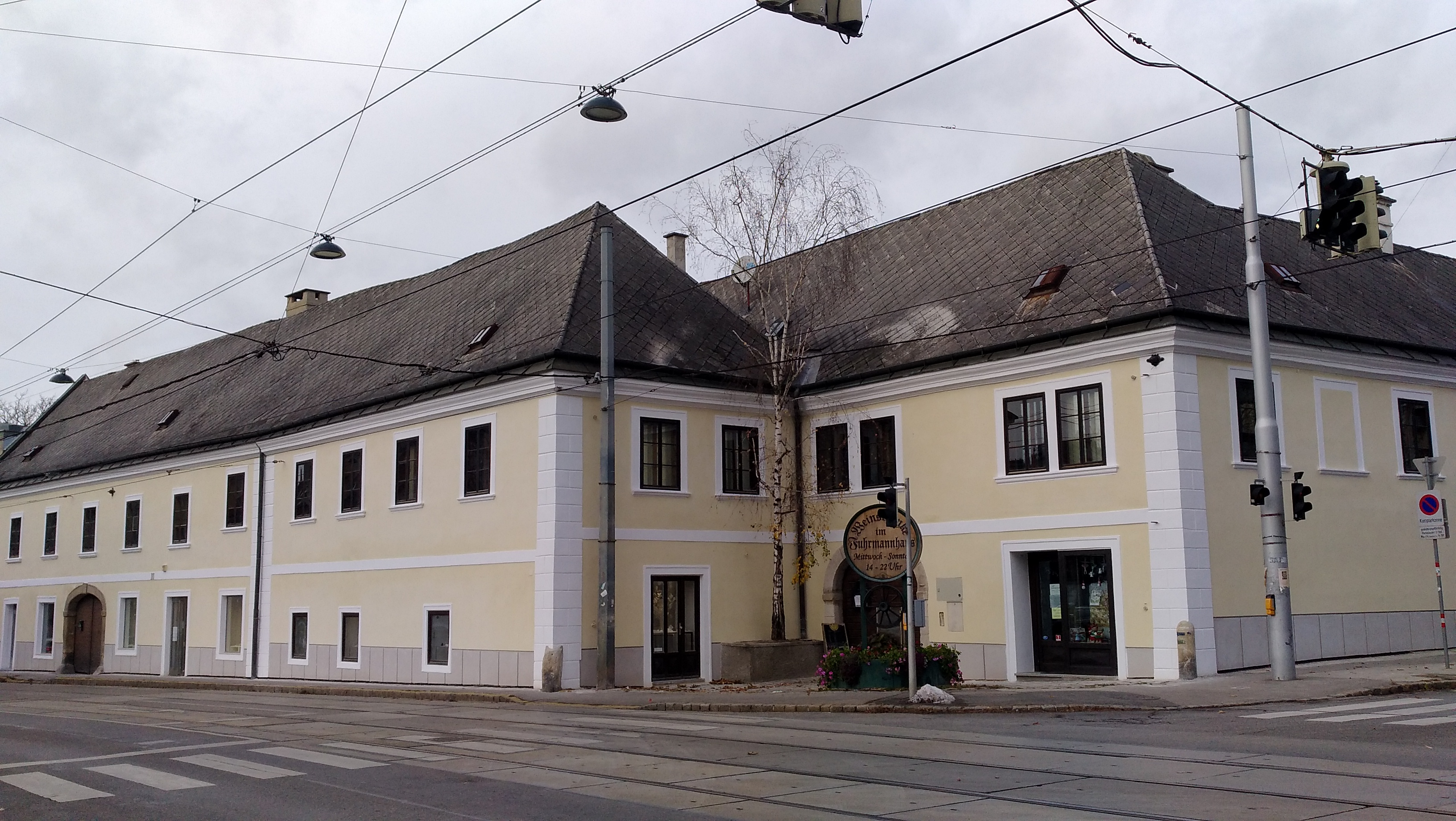
Fuhrmannhaus nach der Sanierung 2021
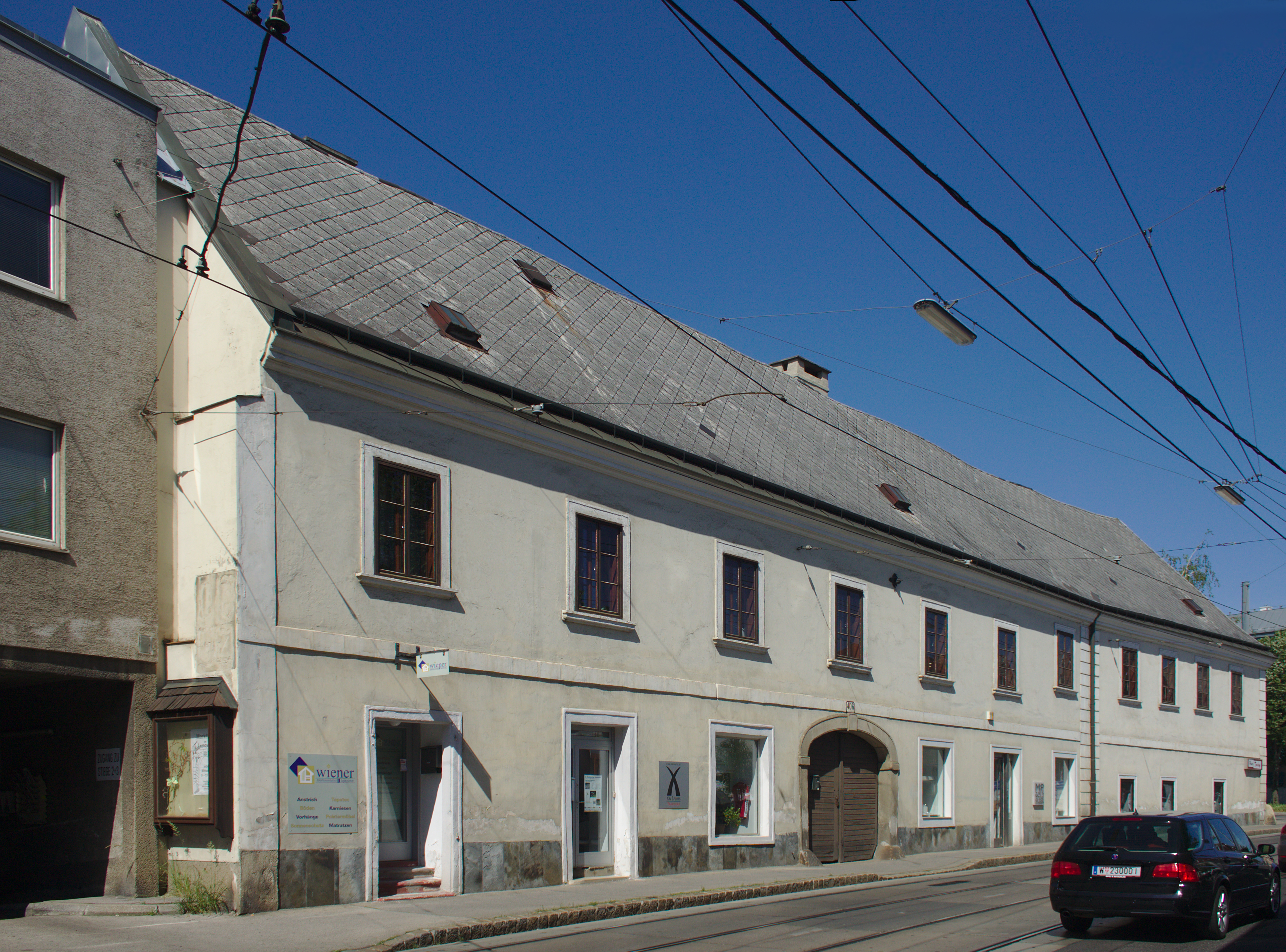
Fuhrmannhaus, Außenseite
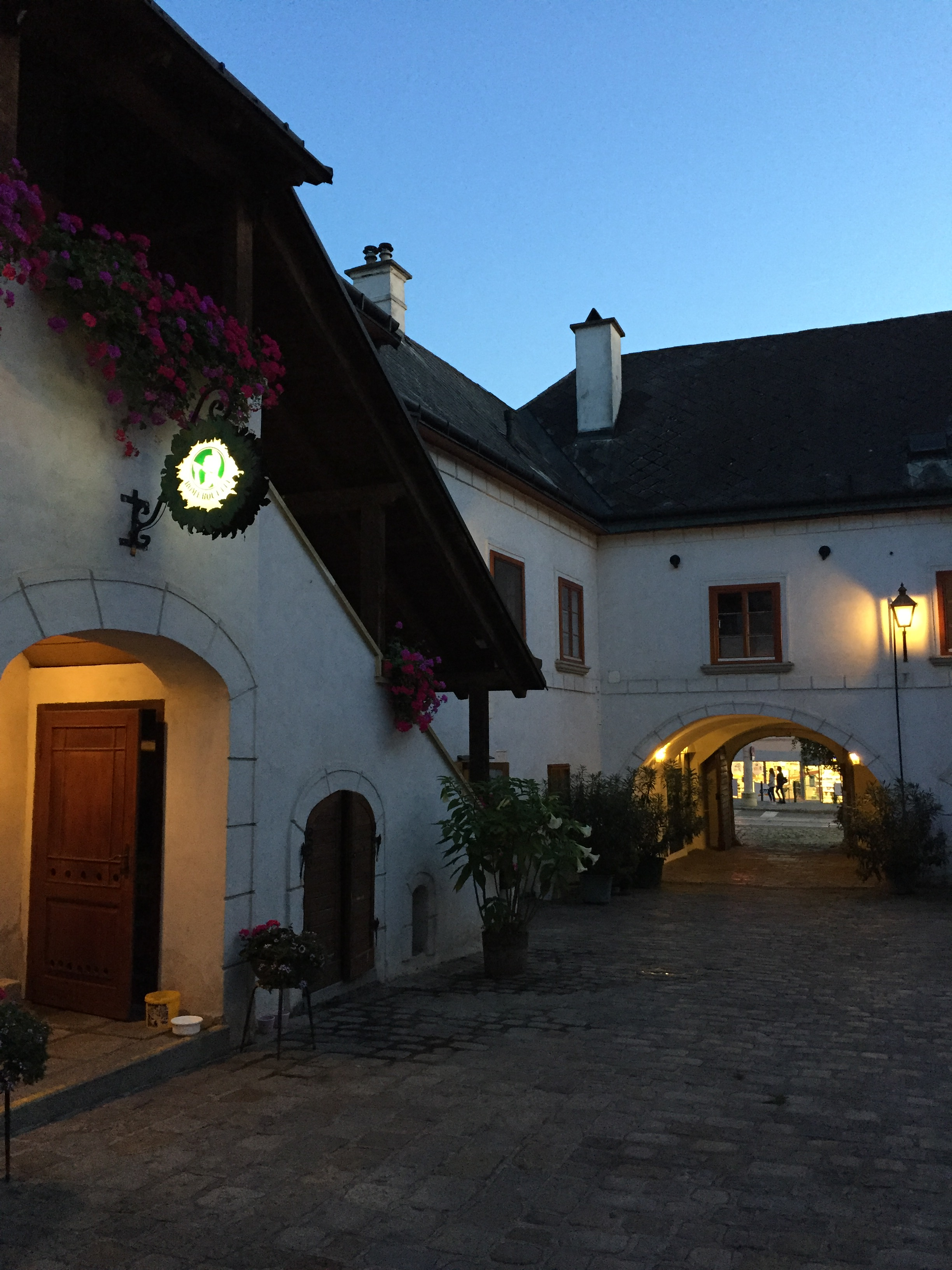
Innenhof am Abend
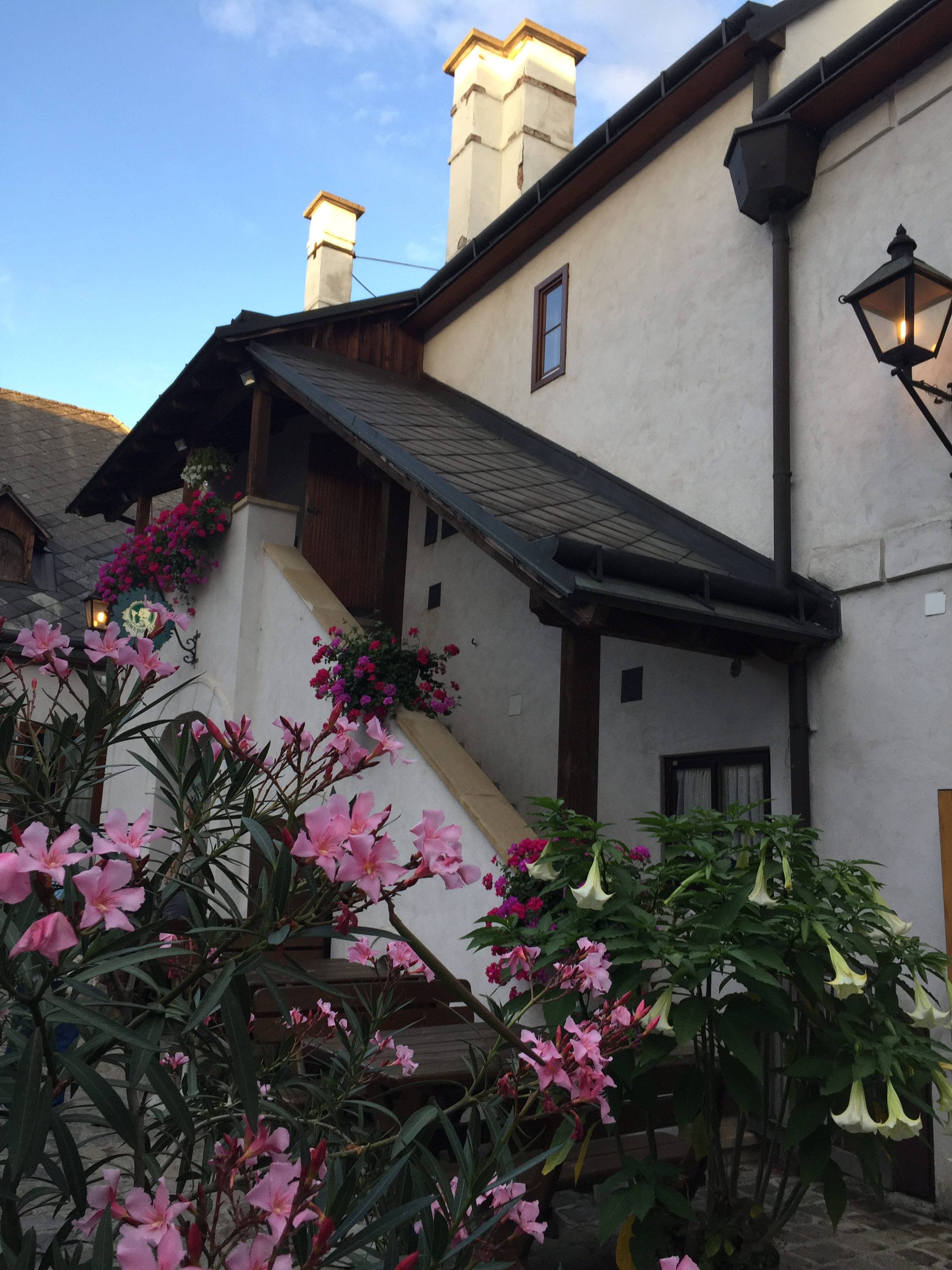
Treppenaufgang im Innenhof
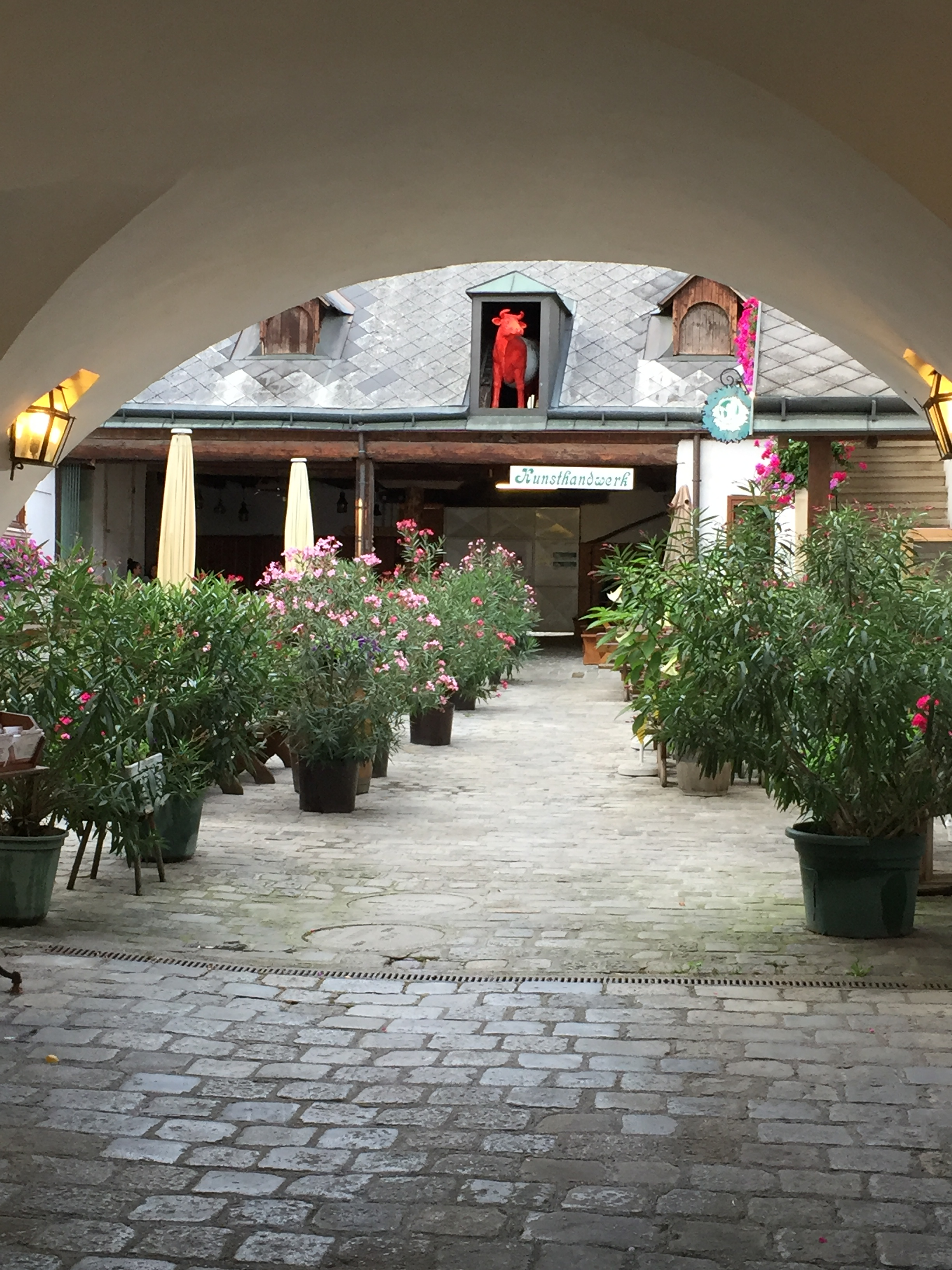
Innenhof am Eingang betrachtet
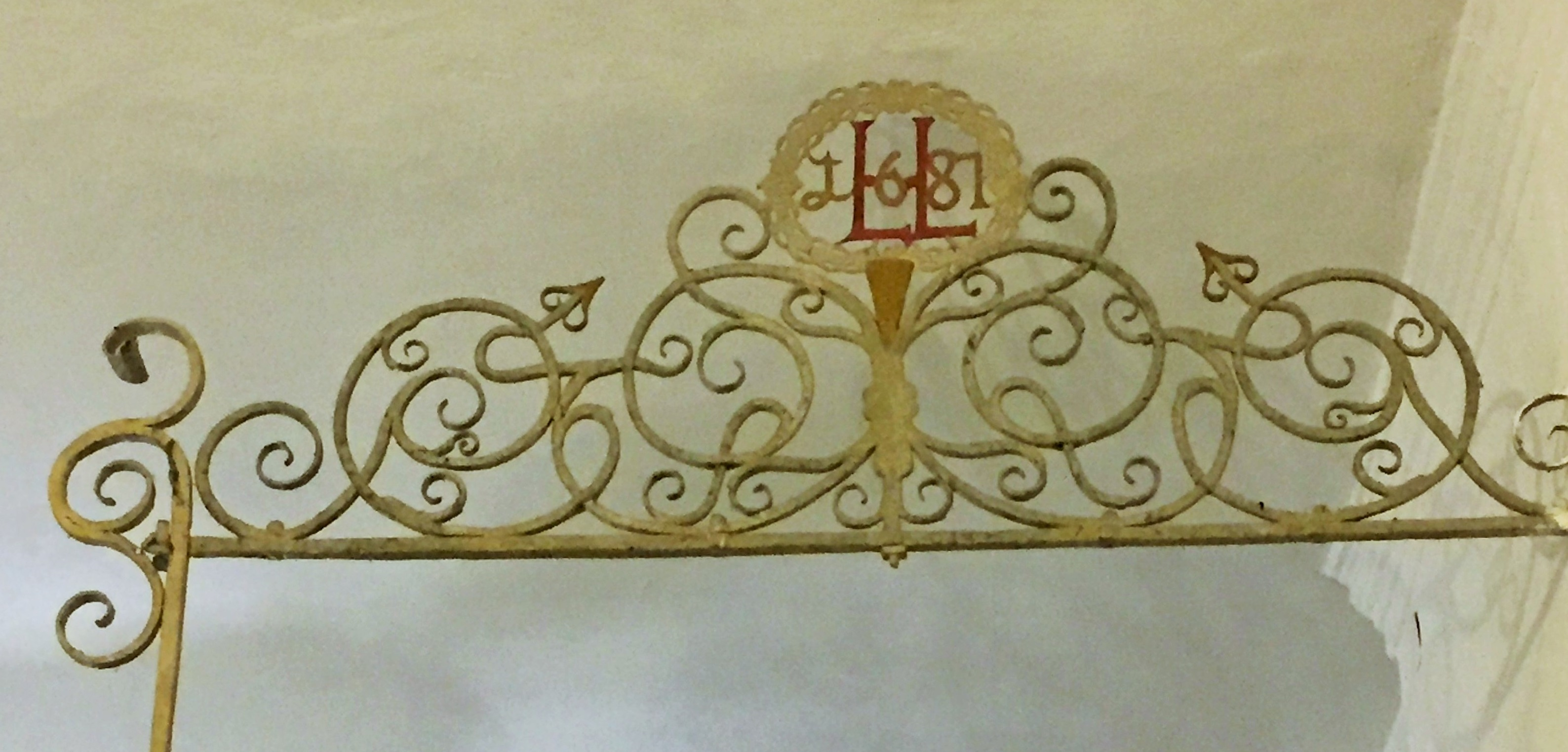
Treppengeländer (1687)
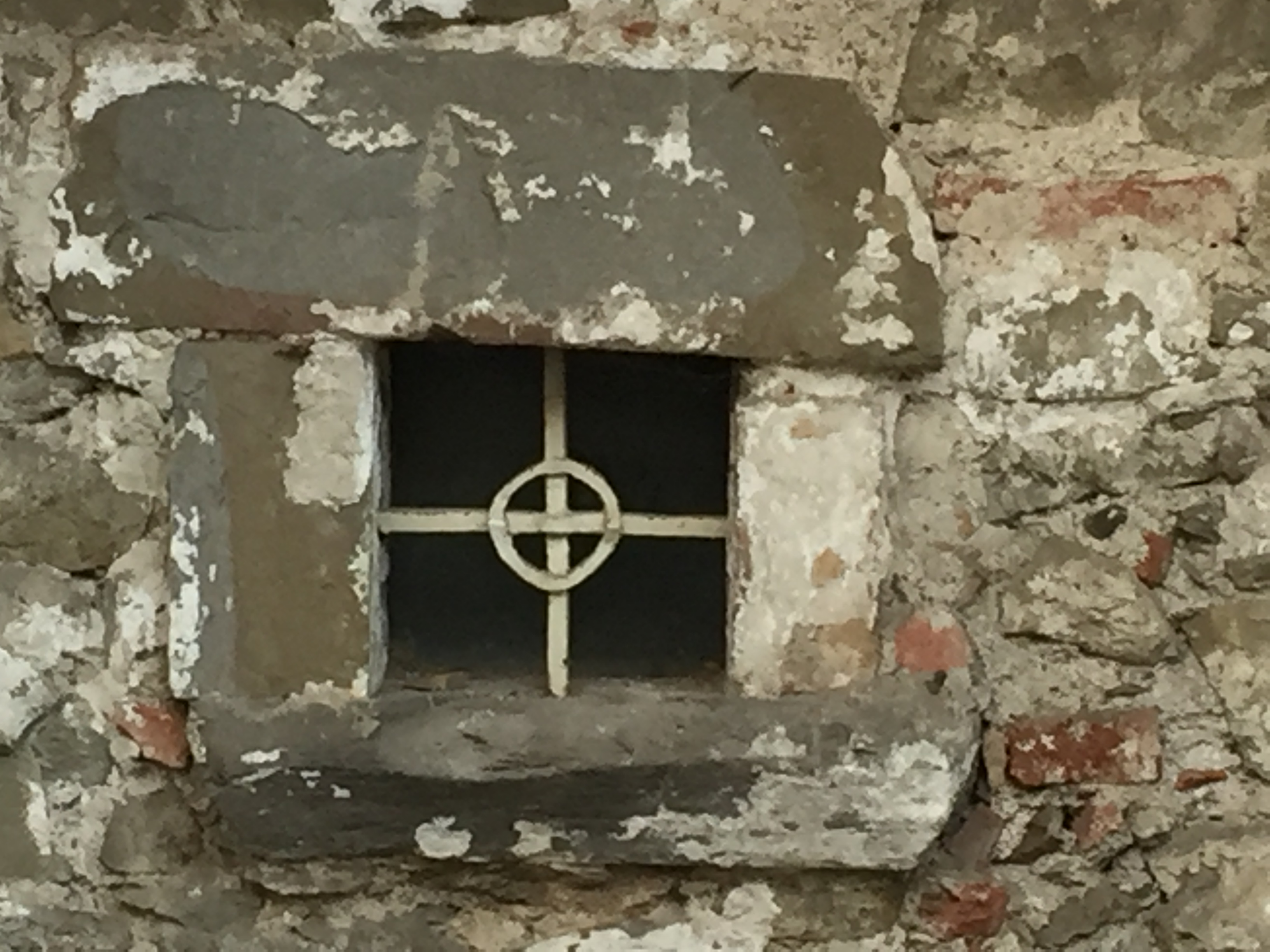
Vergittertes Fenster im Innenhof, vor 1500
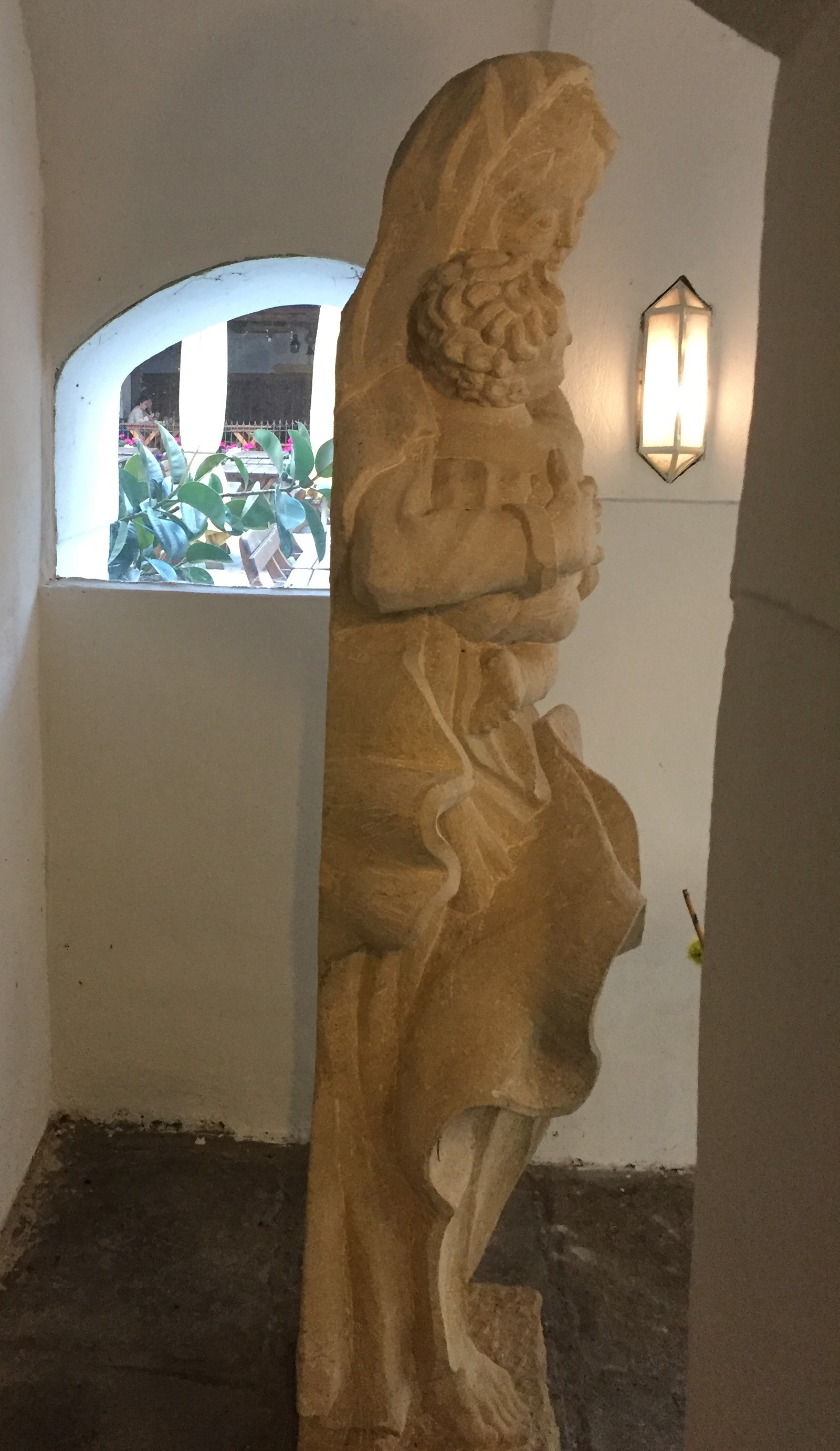
Maria mit Kind (Statue, Jahr unbekannt)
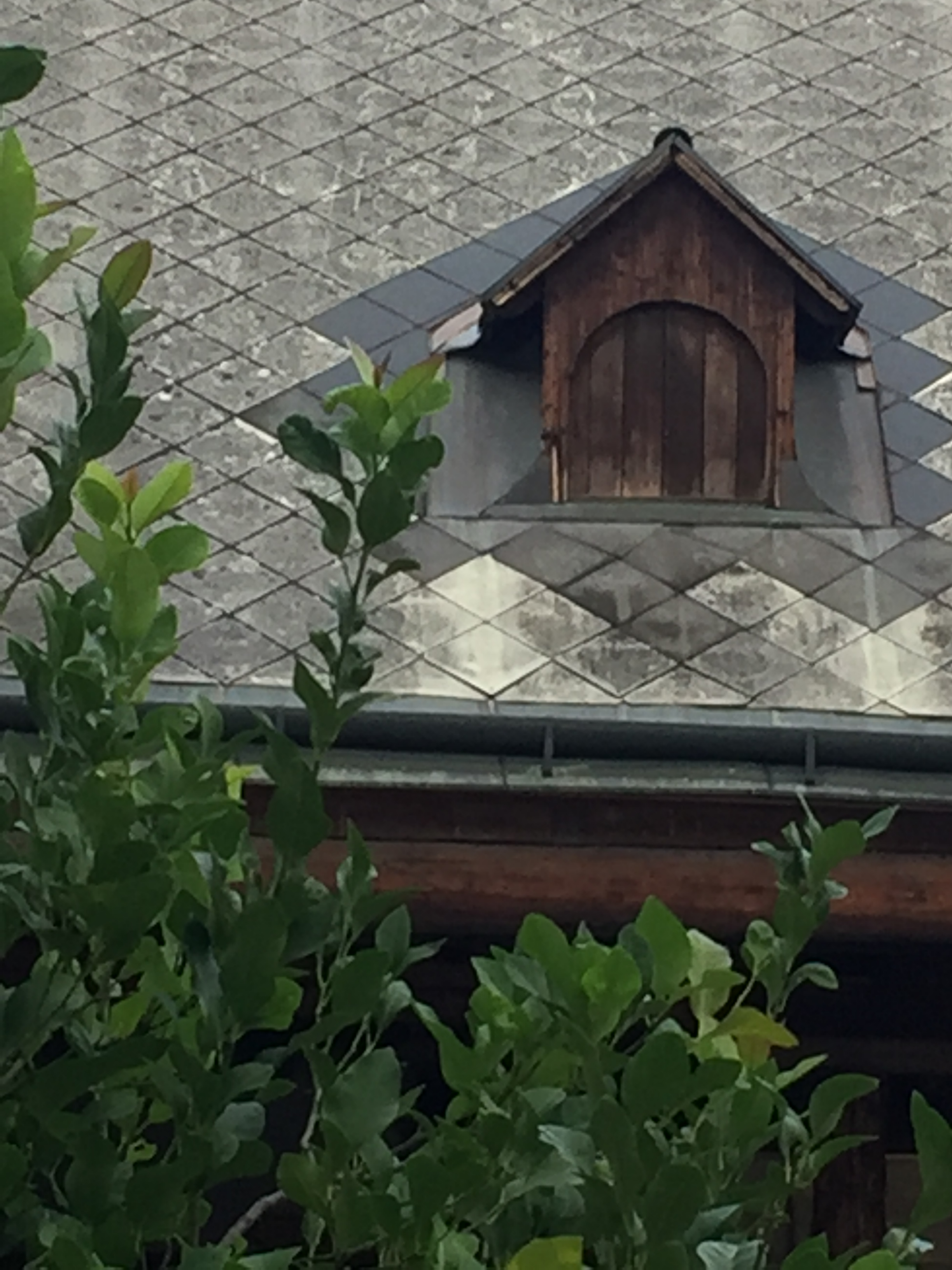
Dachfenster
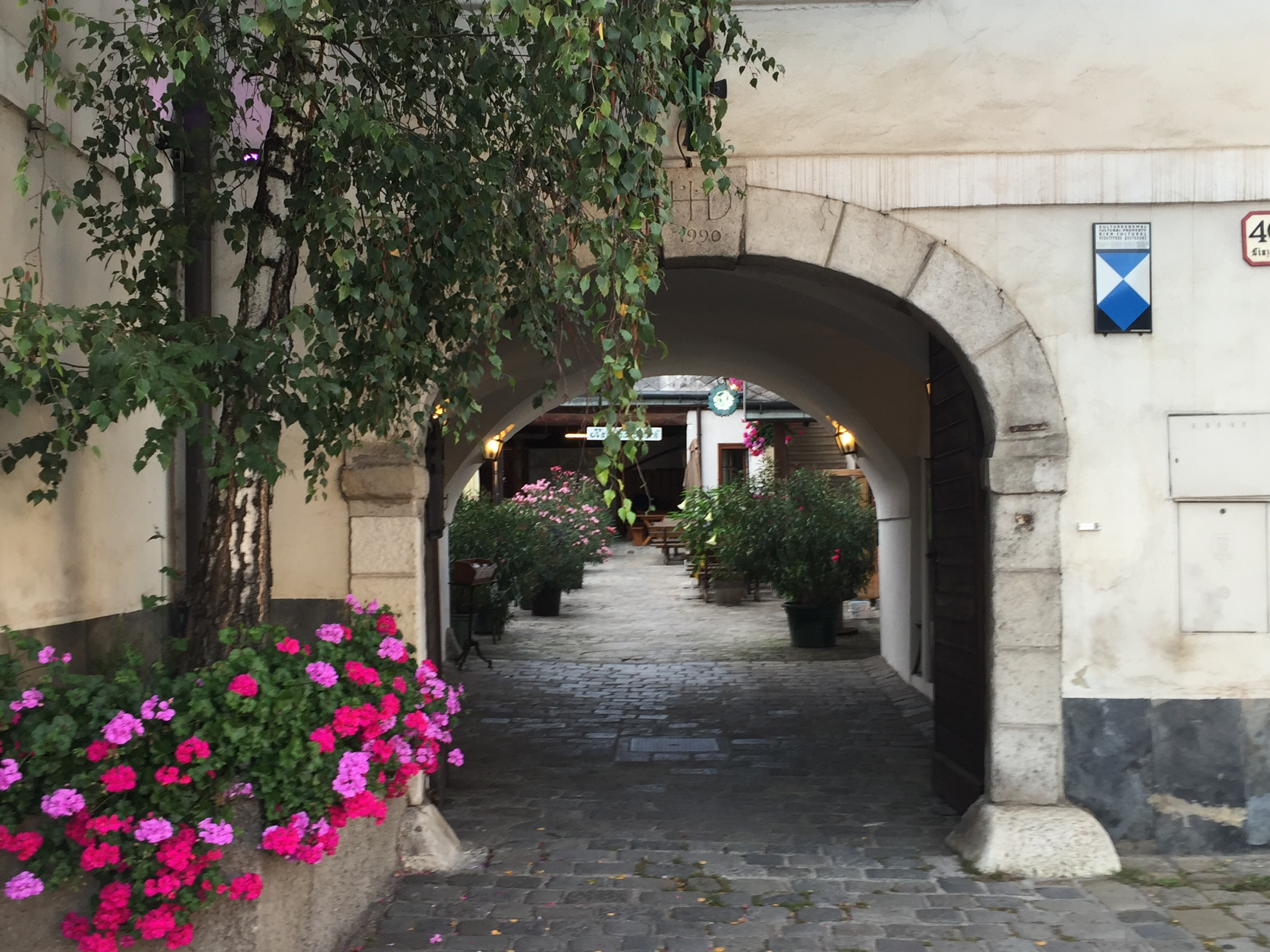
Eingangstor, außen
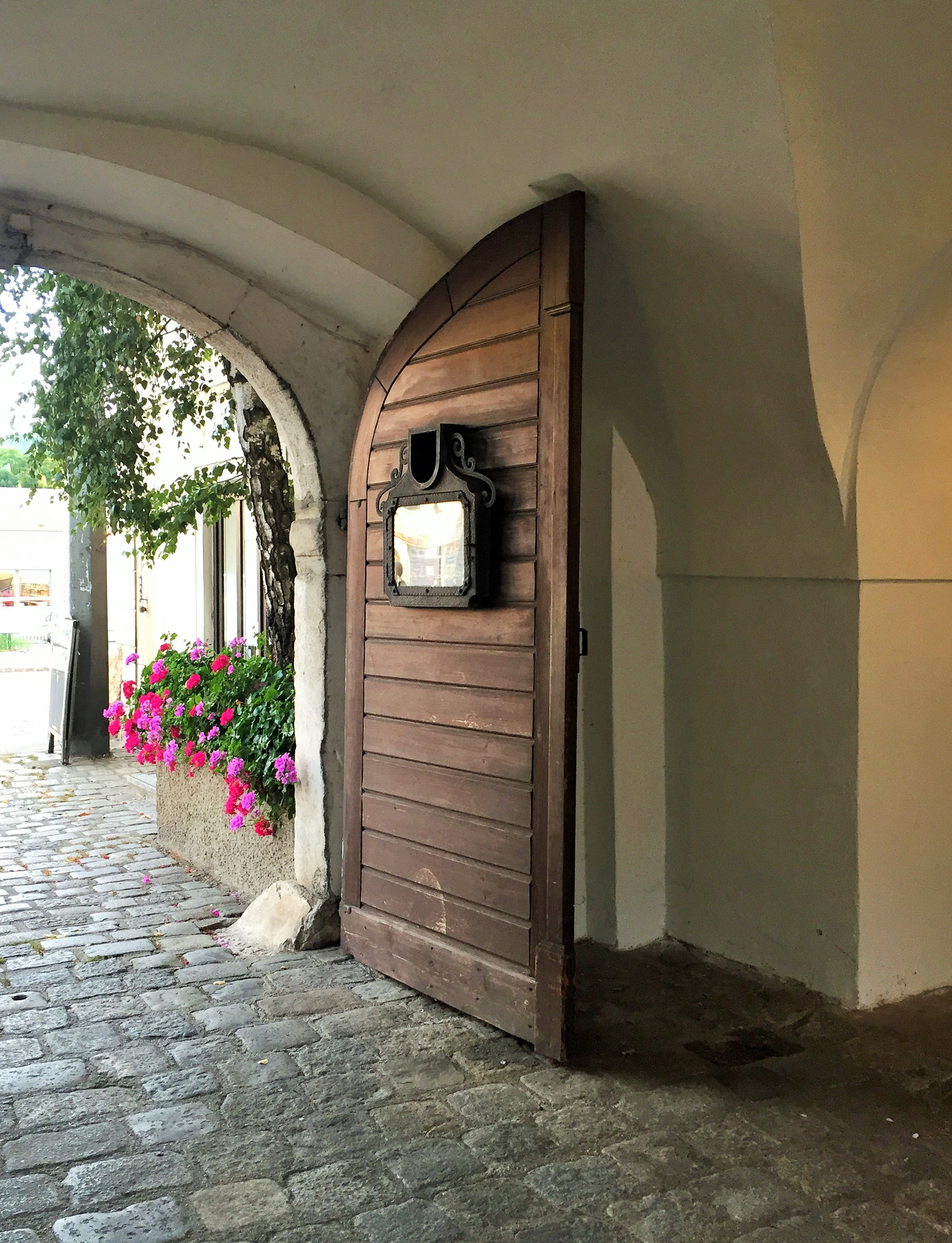
Eingangstor, innen
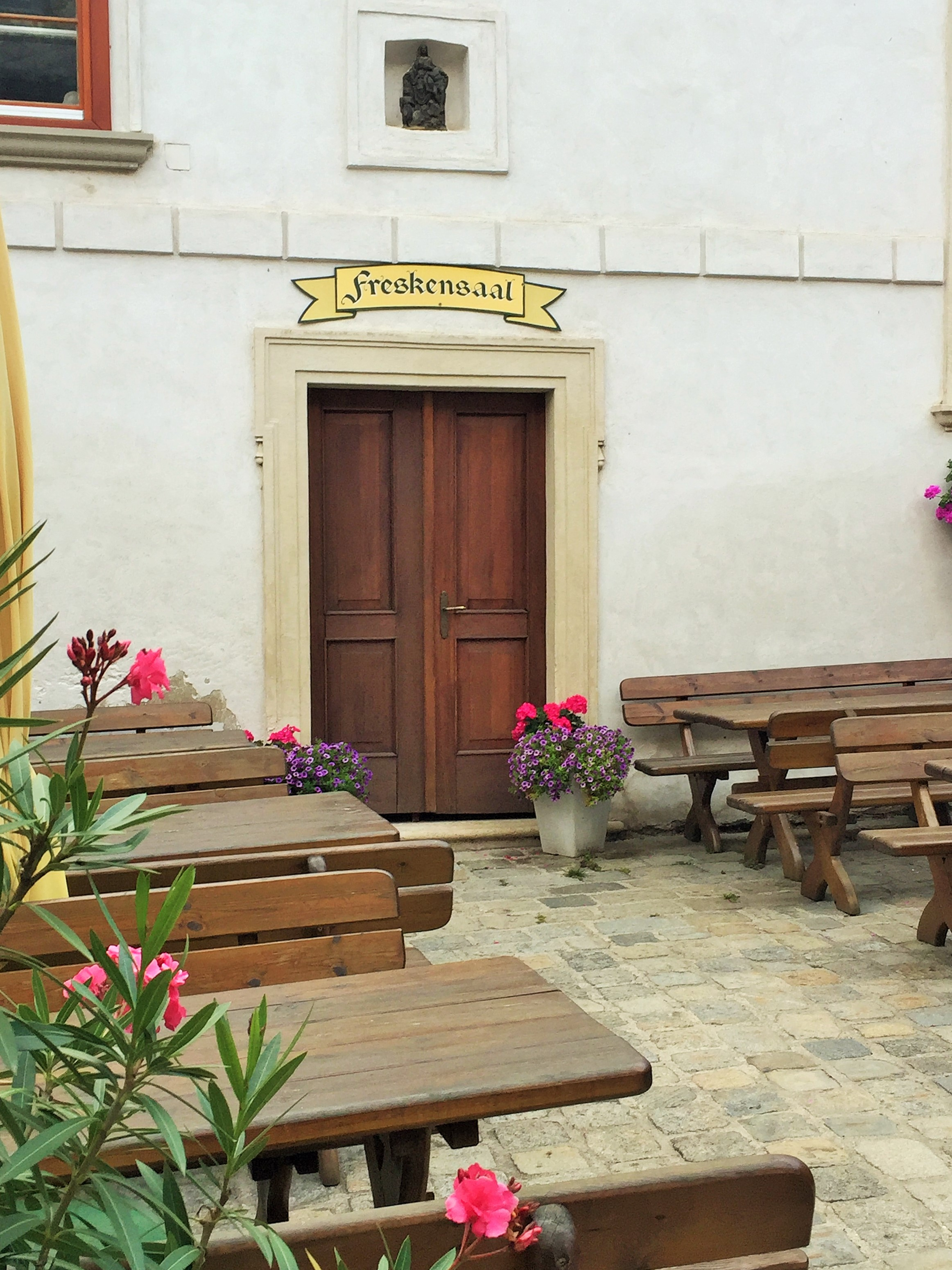
Eingang zum Freskensaal im Innenhof